# Unterschleichach

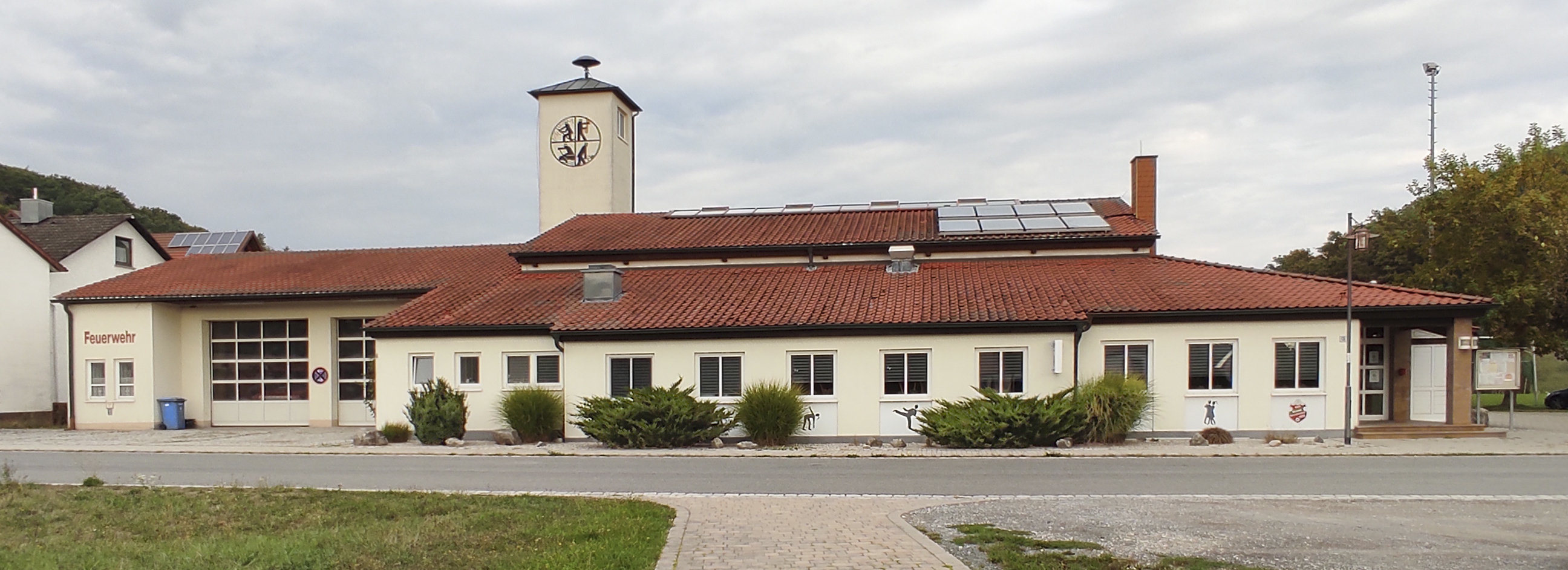
Das Gebäude der Freiwilligen Feuerwehr

Unterschleichach ist ein Gemeindeteil der Gemeinde Oberaurach im unterfränkischen Landkreis Haßberge in Bayern. Am 1. Mai 1978 wurde die bis dahin selbständige Gemeinde Unterschleichach im Zuge der Gebietsreform in Bayern in die neu gebildete Gemeinde Oberaurach eingegliedert.

## Geographie
Das Kirchdorf liegt an der Einmündung der Staatsstraße 2276 in die Staatsstraße 2258. Die Aurach, ein orografisch linker Nebenfluss der Regnitz, fließt hindurch. Südöstlich – entlang der St 2276 und der Aurach – erstreckt sich das rund 203 ha große Naturschutzgebiet Tretzendorfer Weiher.

## Baudenkmäler
In der Liste der Baudenkmäler in Oberaurach sind für Unterschleichach 14 Baudenkmale aufgeführt, darunter die aus dem 18. Jahrhundert stammende und modern erweiterte katholische Kapelle St. Sebastian, ein Saalbau mit Walmdach und verschiefertem Dachreiter.